# Archon (lepkenem)
Az Archon a rovarok (Insecta) osztályának a lepkék (Lepidoptera) rendjéhez, ezen belül a pillangófélék (Papilionidae) családjához tartozó nem.

## Rendszerezés
A nembe 2 faj tartozik:
- Archon apollinaris
- Archon apollinus